# Jordi Portabella i Calvete
Jordi Portabella i Calvete   (Barcelona, 10 de gener de 1961) és Director de Sostenibilitat del FC Barcelona d'ençà del 2021. Anteriorment, havia estat Director general de la Fundació Catalana per a la Recerca i la Innovació i Director de l'Àrea de Divulgació Científica i Cosmocaixa, així com Director de l'Àrea de Recerca i Coneixement de la Fundació Bancària la Caixa. Abans va ser diputat del Parlament de Catalunya i regidor de l'Ajuntament de Barcelona per ERC. És llicenciat en Biologia per la Universitat de Barcelona i Màster en Enginyeria Ambiental per l'ICT. També va ser consultor ambiental i professor de Medi Ambient a la Universitat Internacional de Catalunya. És l'autor de diverses publicacions científiques i polítiques.

## Trajectòria política
La seva trajectòria política s'inicià de jove. Fou membre de la Crida a la Solidaritat. L'any 1987 es va afiliar a Esquerra Republicana de Catalunya, participant de la Crida Nacional a ERC encapçalada per Josep Lluís Carod-Rovira i Àngel Colom. Diputat del Parlament de Catalunya en les legislatures IV i V. Va ser president de la Comissió del Síndic de Greuges a la cambra catalana. De l'any 1999 al 2015 va ser el president del grup municipal d'ERC a l'Ajuntament de Barcelona. Durant el període 1999-2007 va ser tinent d'alcalde del consistori ocupant diverses responsabilitats en les àrees del transport, promoció econòmica, comerç, turisme i urbanisme. També va ser vicepresident de l'Àrea Metropolitana de Barcelona (1999-2015) i portaveu dels republicans a la Diputació de Barcelona (2011-2015).

## Trajectòria en ciència
Va ser professor de Medi Ambient a la UIC a la carrera d'Enginyeria Tècnica Agrícola. Igualment va ser president de la Comissió el Cicle de l'Aigua al Parlament de Catalunya, així com president del Zoo de Barcelona (1999-2007). També ha estat membre de diversos patronats científics com ara el CNIC, el CNIO, el VHIO, el CRG, la Fundació Pasqual Maragall, entre d'altres. Ha estat Director de l'Àrea de Divulgació Científica i Cosmocaixa, així com Director de l'Àrea de Recerca i Coneixement de la Fundació Bancària la Caixa. En l'actualitat és el Director general de la Fundació Catalana per a la Recerca i la Innovació.

## Altres
Crea un personatge radiofònic amb el nom de l'Ecodeductor Roger Alzina a Catalunya Ràdio. També va dirigir i presentar Històries de Can Fanga, un programa televisiu de La Vanguardia Digital en el qual es recuperaven frases fetes i històries de la ciutat de Barcelona. Potseriorment va publicar un llibre amb el mateix nom.